# Семпис
Семпис (фр. Cempuis) насеље је и општина у североисточној Француској у региону Пикардија, у департману Оаза која припада префектури Бове.
По подацима из 2011. године у општини је живело 475 становника, а густина насељености је износила 50,64 становника/km². Општина се простире на површини од 9,38 km². Налази се на средњој надморској висини од 117 метара (максималној 198 m, а минималној 137 m).

## Демографија
| 1962. | 1968. | 1975. | 1982. | 1990. | 1999. | 2011. |
| ----- | ----- | ----- | ----- | ----- | ----- | ----- |
| 356   | 371   | 363   | 360   | 299   | 383   | 475   |

График промене броја становника у току последњих година